# Ivar Paljak
Ivar Paljak (* 14. November 1931 in Tallinn; † 15. Oktober 2021 in Stockholm) war ein estnischer Bautechniker. Während der sowjetischen Besetzung Estlands engagierte sich Paljak in exil-estnischen Organisationen in Schweden und war mehrere Jahre Minister in der estnischen Exilregierung.

## Leben

### Frühe Jahre
Ivar Paljak wuchs in Tallinn und Alutaguse auf.
Im Anschluss an seine Flucht nach Schweden während des Zweiten Weltkriegs lebte er zunächst in Alingsås. 1952 schloss er das Technische Gymnasium in Göteborg ab. Paljak studierte bis 1957 Maschinenbau an der Königlichen Technischen Hochschule in Stockholm. Anschließend war er als Bautechniker in Schweden sowie u. a. als Abteilungsleiter für internationale Beziehungen des Schwedischen Amts für Normung (Svenska Standardiseringsinstitut) tätig. 1973 verteidigte er seine Doktorarbeit.

### Engagement im Exil
Während der sowjetischen Besetzung Estlands engagierte sich Paljak stark in estnischen Exilkreisen in Schweden. Bereits Mitte der 1960er Jahre schloss sich Paljak der Estnischen Kulturvereinigung (Eesti Kultuuri Koondis / Estniska Kulturförening) an, deren Präsident er von 2013 bis 2019 war. Er war führendes Mitglied in den meisten Exilorganisationen in Schweden, besonders im Estnischen Nationalrat (Eesti Rahvusnõukogu), beim Estnischen Nationalfonds (Eesti Rahvusfond) und im Estnischen Komitee (Eesti Komitee). Mehrere Jahre war er Vorsitzender der Estnischen Wissenschaftlichen Gesellschaft in Schweden (Eesti Teaduslik Selts Rootsis / Estniska Lärdomssällskap i Sverige). Darüber hinaus war Paljak Vize-Präsident der Estnischen Evangelisch-Lutherischen Kirche im Exil und von 1977 bis 1990 Mitglied des Konsistoriums. Von 1977 bis 1995 war er mit kurzen Unterbrechungen Vorsitzender der Stiftung der Estnischen Schule Stockholm.
Ivar Paljak war vom 5. Juni 1985 bis zum 20. Juni 1990 Minister im Exil-Kabinett Mark und vom 20. Juni 1990 bis 7. Oktober 1992 im Kabinett Penno estnischer Sozialminister im Exil. Gleichzeitig war er vom 23. Februar bis zum 7. Oktober 1992 geschäftsführender estnischer Bildungsminister im Exil.
Am 20. August 1990 erklärte Estland seine Loslösung von der Sowjetunion und die Wiederherstellung der staatlichen Unabhängigkeit. Am 5. Oktober 1992 trat das erste freigewählte estnische Parlament (Riigikogu) unter der neuen Verfassung zusammen. Am Folgetag trat der neu gewählte estnische Staatspräsident Lennart Meri sein Amt an. Einen Tag später erklärte der Leiter der estnischen Exilregierung, Heinrich Mark, in einer feierlichen Erklärung an die Abgeordneten des Parlaments die Übergabe seiner Vollmachten an die demokratisch gewählten Staatsorgane der Republik Estland.
Im Jahr 2000 wurde Ivar Paljak für seine Verdienste durch den estnischen Staatspräsidenten Lennart Meri der Orden des Staatswappens (IV. Klasse) verliehen.
Paljak starb 2021 in Stockholm wenige Tage vor seinem 90. Geburtstag.

### Privatleben
Ivar Paljak war mit Maret Paljak verheiratet. Das Paar hatte einen Sohn und eine Tochter.